# Alto Alegre (kommun i Brasilien, Rio Grande do Sul)
Alto Alegre är en kommun i Brasilien.   Den ligger i delstaten Rio Grande do Sul, i den södra delen av landet, 1 500 km söder om huvudstaden Brasília. Antalet invånare är 1 848.
Trakten runt Alto Alegre består till största delen av jordbruksmark. Runt Alto Alegre är det glesbefolkat, med 11 invånare per kvadratkilometer.